# Mikel San José
Mikel San José Domínguez, né le 30 mai 1989 à Villava en Navarre, est un footballeur international espagnol évoluant au poste de milieu défensif ou parfois comme défenseur central.

## Biographie

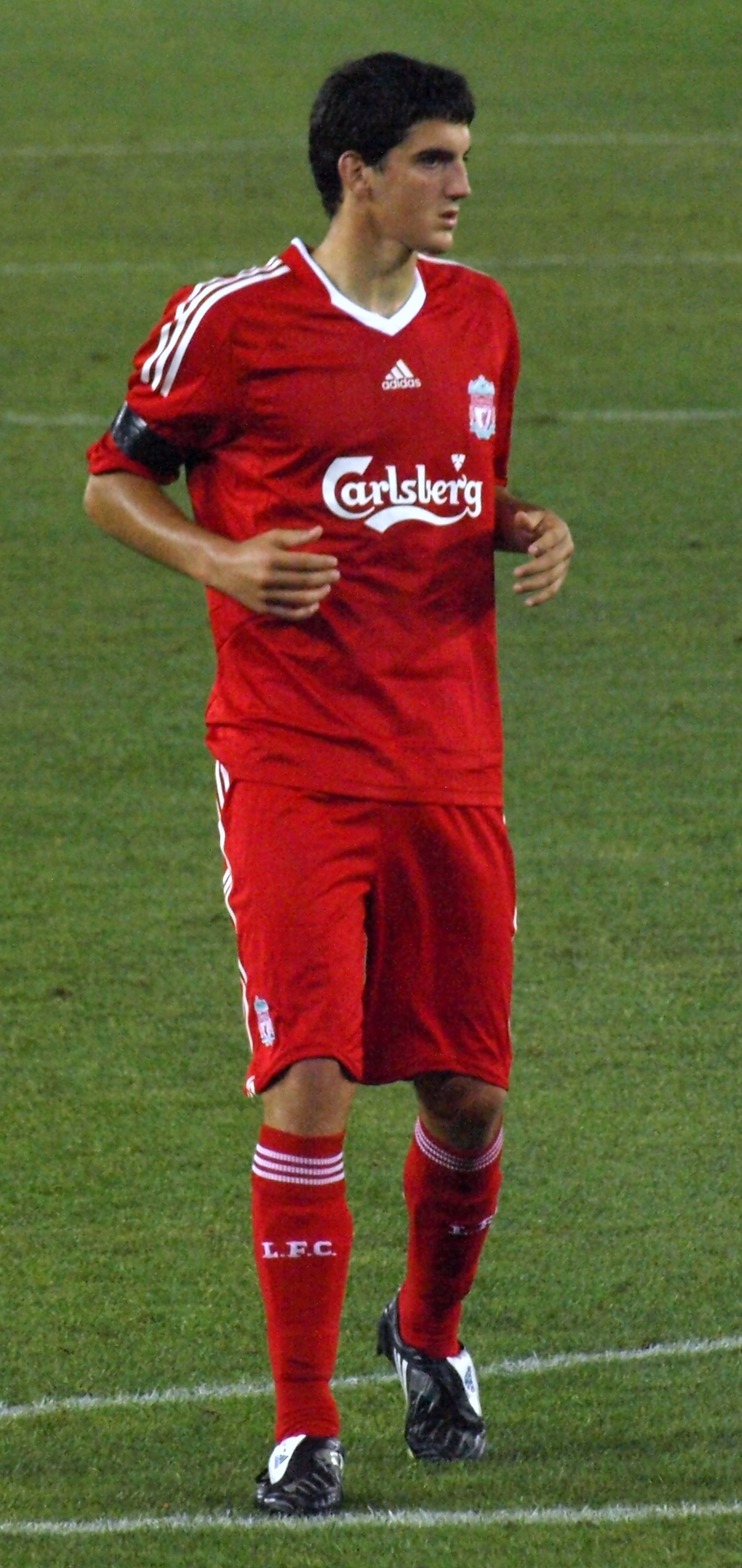
Mikel San José avec le maillot de Liverpool

Formé à l'Athletic Bilbao, ce jeune joueur décide à sa majorité de rejoindre le club anglais du Liverpool FC pour trois ans. Après avoir fait ses classes deux années durant en équipe titulaire, il fait son retour sous la forme d'un prêt à l'Athletic Bilbao, où il fait ses débuts en équipe première et en Ligue Europa.
À la fin de la saison, il s'engage définitivement avec l'Athletic Bilbao jusqu'en 2015, avec une clause libératoire fixé à 30 millions d'euros .
Mikel San José débute en équipe d'Espagne sous les ordres de Vicente del Bosque le 4 septembre 2014 lors d'un match amical face à la France (défaite 1 à 0).
Il se démarqua notamment par un but spectaculaire inscrit contre le FC Barcelone, en 2015 lors du match aller de la Supercoupe d'Espagne de football 2015. En effet, alors que Marc-André ter Stegen, venait de dégager la balle de la tête, San José reprit la balle et envoya une frappe du milieu de terrain qui le loba. Cela a permis à son équipe de remporter ce trophée.
Membre d'une liste provisoire de 25 joueurs espagnols sélectionnés pour disputer l'Euro 2016, il fait partie de la liste définitive de 23 joueurs annoncée le 31 mai.
Le 21 septembre 2020, il rejoint Birmingham City.

## Palmarès

### En club
- Athletic Bilbao
  -     - Supercoupe d'Espagne :
      - Vainqueur : 2015

### En sélection
- Espagne - 19 ans
  - Championnat d'Europe des moins de 19 ans
    - Vainqueur : 2007
- Espagne espoirs
  - Championnat d'Europe espoirs
    - Vainqueur : 2011